# Julija Balykina
Julija Balykina (hviderussisk: Юлія Уладзіміраўна Балыкіна, tr. Julija Uladzimirawna Balykina russisk: Юлия Владимировна Балыкина; født 12. april 1984 i Bulgan, Mongoliet, død 2015 i Minsk, Hviderusland) var en hviderussisk sprinter, der deltog OL i London i 2012, hvor hun var en del af Hvideruslands stafethold på 4 x 100 meter.
Efter en dopingtest i juni 2013 blev Balykina idømt en to års karantæne for misbrug af Drostanolone. Da karantænen var udstået begyndte hun som træner.
Balykina blev meldt savnet den 28. oktober 2015 efter længere tids efterlysning blev hun fundet død og rullet ind i folie den 15. november 2015 i en skov nær Minsk, hun havde været udsat for en forbrydelse. Balykinas ekskæreste blev anholdt og tilstod mordet.